# Ear and Hearing
Ear and Hearing is een internationaal, aan collegiale toetsing onderworpen wetenschappelijk tijdschrift op het gebied van de audiologie, logopedie en de otorinolaryngologie. De naam wordt in literatuurverwijzingen meestal afgekort tot Ear Hear. Het wordt uitgegeven door Williams And Wilkins namens de American Auditory Society en verschijnt tweemaandelijks.